# Gymnobothrus gracilis
Gymnobothrus gracilis är en insektsart som först beskrevs av Willy Adolf Theodor Ramme 1931.  Gymnobothrus gracilis ingår i släktet Gymnobothrus och familjen gräshoppor. Inga underarter finns listade i Catalogue of Life.